# Zavora
Zavora je naprava za zaviranje oz. upočasnjevanje ali ustavljanje stroja ali vozila ter preprečevanje nadaljnjega gibanja. 
Zavore so sestavni del večine osebnih in tovornih vozil, vlakov, koles, motociklov in ostalih prevoznih sredstev. Letala so po navadi opremljena z zavorami na kolesih, ki jih uporabljajo pri pristajanju, nekatera pa imajo tudi zračne zavore, ki jih upočasnjujejo med letom. Zmanjšanje hitrosti pri motornih vozilih lahko dosežemo tudi z izbiro nižje prestave in izkoriščanjem zaviranja motorja. 
Kinetična energija gibajočih se delov se običajno s trenjem pretvarja v toploto. Zavore na avtomobilih pretvarjajo kinetično energijo v toploto s trenjem na zavornih diskih ali bobnih. V novejšem času se izgubljena energija vse pogosteje izkorišča za pretvorbo v električno in shranjuje v akumulatorjih za kasnejšo izrabo. Kinetična energija narašča s kvadratom hitrosti (E=1/2mv²). Če se hitrost dvakrat poveča, se kinetična energija poveča za štirikrat, kar pomeni, da morajo tudi zavore pretvoriti štirikrat več energije. S tem se posledično podaljša tudi zavorna pot.

## Vrste zavorih sistemov
Glede na princip delovanja:
- Torna zavora
- Elektromagnetna zavora
- Motorna zavora

Glede na način uporabe  
- Ročna zavora

Glede na vrsto uporabe:
- Delovna zavora
- Pomožna zavora
- Parkirna zavora

Glede na obliko: 
- Bobnasta zavora
- kolutna zavora

Glede na proženje: 
- hidravlična zavora
- Pnevmatska zavora
- Zračna zavora

- zasilna zavora (vlak)